# Dicranum japonicum
Dicranum japonicum är en bladmossart som beskrevs av Mitten 1891. Dicranum japonicum ingår i släktet kvastmossor, och familjen Dicranaceae. Inga underarter finns listade i Catalogue of Life.